# História de Chipre

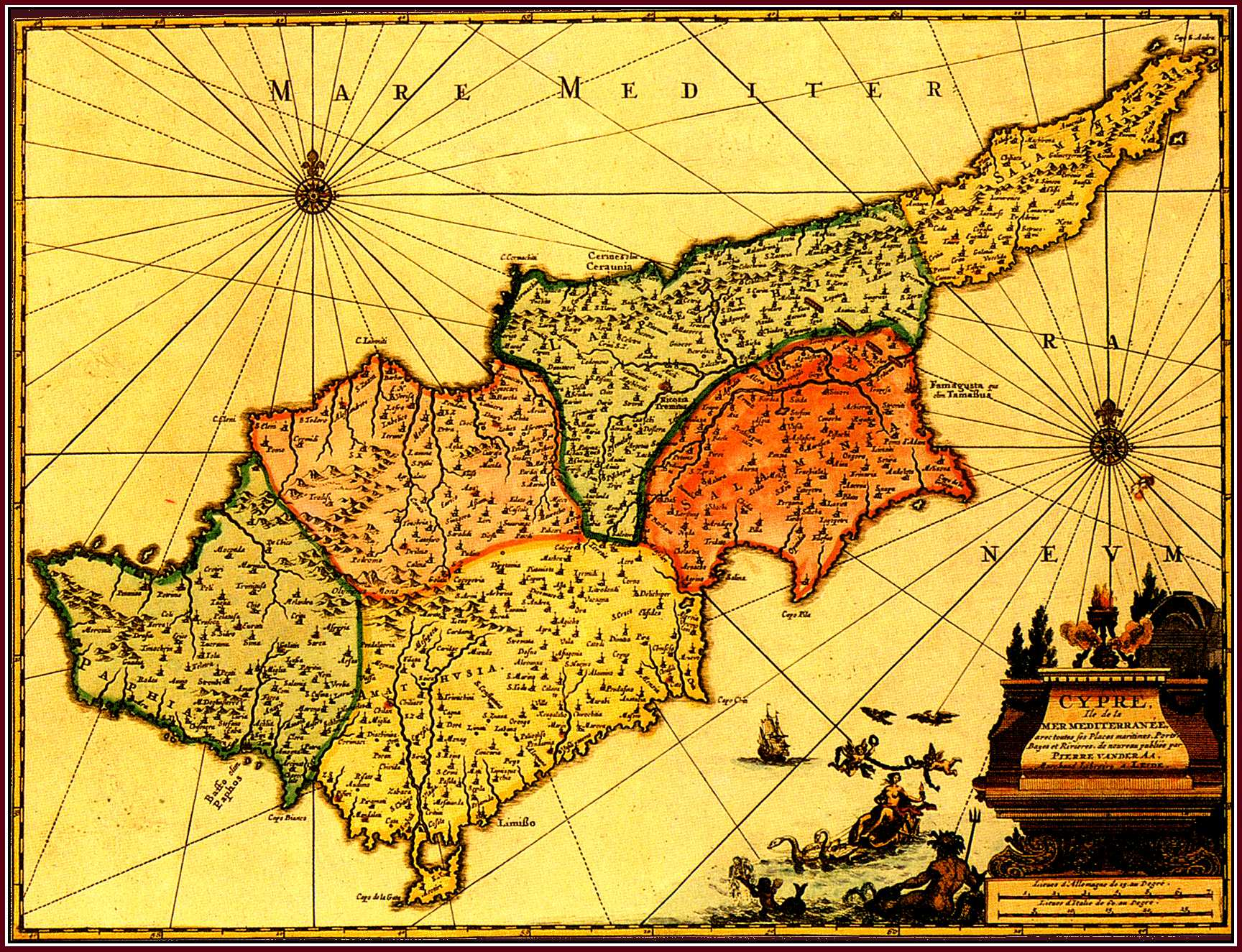
Mapa de Chipre

Habitada desde o VII milênio a.C., os primeiros habitantes conhecidos da ilha de Chipre datam do período Neolítico (8 200 a 3 800 a.C.). Os primeiros sinais de ocupação permanente da época seguinte, o Calcolítico, foram descobertos junto de minas de cobre onde este era extraído em pequenas quantidades, o que não implicou mudanças significativas na vida cotidiana destes povos em relação ao período anterior: em ambos os primeiros cipriotas viviam em abrigos de uma só divisão, usam utensílios e ferramentas de pedra, tinham joalharia de piroclite, comiam peixe, cereais, carneiro e cabra, e enterravam os mortos nos locais em que viviam. Várias escavações têm demonstrado que durante o Neolítico e a Calcolítico os cipriotas tinham uma cultura avançada e uma sociedade estruturada, e a mais antiga cerâmica é datada do quinto milénio a.C.
As primeiras mudanças culturais significativas, que atingiram todos as características da sociedade, terão ocorrido por volta de 2 400 a 2 200 a.C., no fim do Calcolítico e início da Idade do Bronze: em vez de habitações rudimentares redondas, passaram a construir-se habitações de forma oblonga com múltiplas divisões, iniciou-se a joalharia com o cobre, aplicou-se o arado na agricultura e os mortos passaram a ser enterrados em cemitérios organizados. Apesar destes desenvolvimentos terem contribuído para o desenvolvimento económico que ocorreu durante os dois períodos iniciais da Idade do Bronze, o Antigo (2 400 a 1 900 a.C.) e o Médio (1 900 a 1 650 a.C.), as pessoas ainda viviam em pequenas comunidades rurais e dispersas pelo interior da ilha. A comunicação e o comércio internos e exteriores à ilha eram muito limitados.
A Idade do Bronze tardia (1 650 a 1 050 a.C.) é o período da história do Chipre em que existem provas irrefutáveis de que terá existido um desenvolvimento considerável, através da fundação de comunidades costeiras, mineração mais intensa de cobre e outros metais, desenvolvimento da escrita, e contacto e comércio com outras regiões do Mediterrâneo Oriental.
A partir do século XIII a.C., o Chipre começou a ser colonizado por vagas sucessivas de aqueus, colonos vindos da Grécia, introduzindo a língua e a cultura gregas. A olaria micénica é importada em grandes quantidades do mar Egeu, e usada tanto na vida quotidiana como em cerimoniais religiosos. É também reproduzida localmente, e os seus padrões e estilos incorporados na cerâmica tradicional cipriota.

## Períodos Geométrico e Arcaico
Cobiçada por ser rica em cobre, foi ocupada pelos fenícios por volta de 800 a.C. Em torno de 670 a.C., a ilha foi ocupada pelos assírios e, no século VI a.C., caiu sob domínio egípcio. Foi, depois, governada pelo Império Aquemênida. Entre os séculos III a.C. e I a.C., foi subjugada pelos Ptolomeus.

## Chipre no Império Romano
Foi anexada ao Império Romano em 58 a.C. e um século depois o cristianismo difundiu-se por todo o território. No século I da era cristã chegou um grande contingente de refugiados judeus, expulsos pelo imperador Adriano no ano 116.

## Chipre na Idade Média

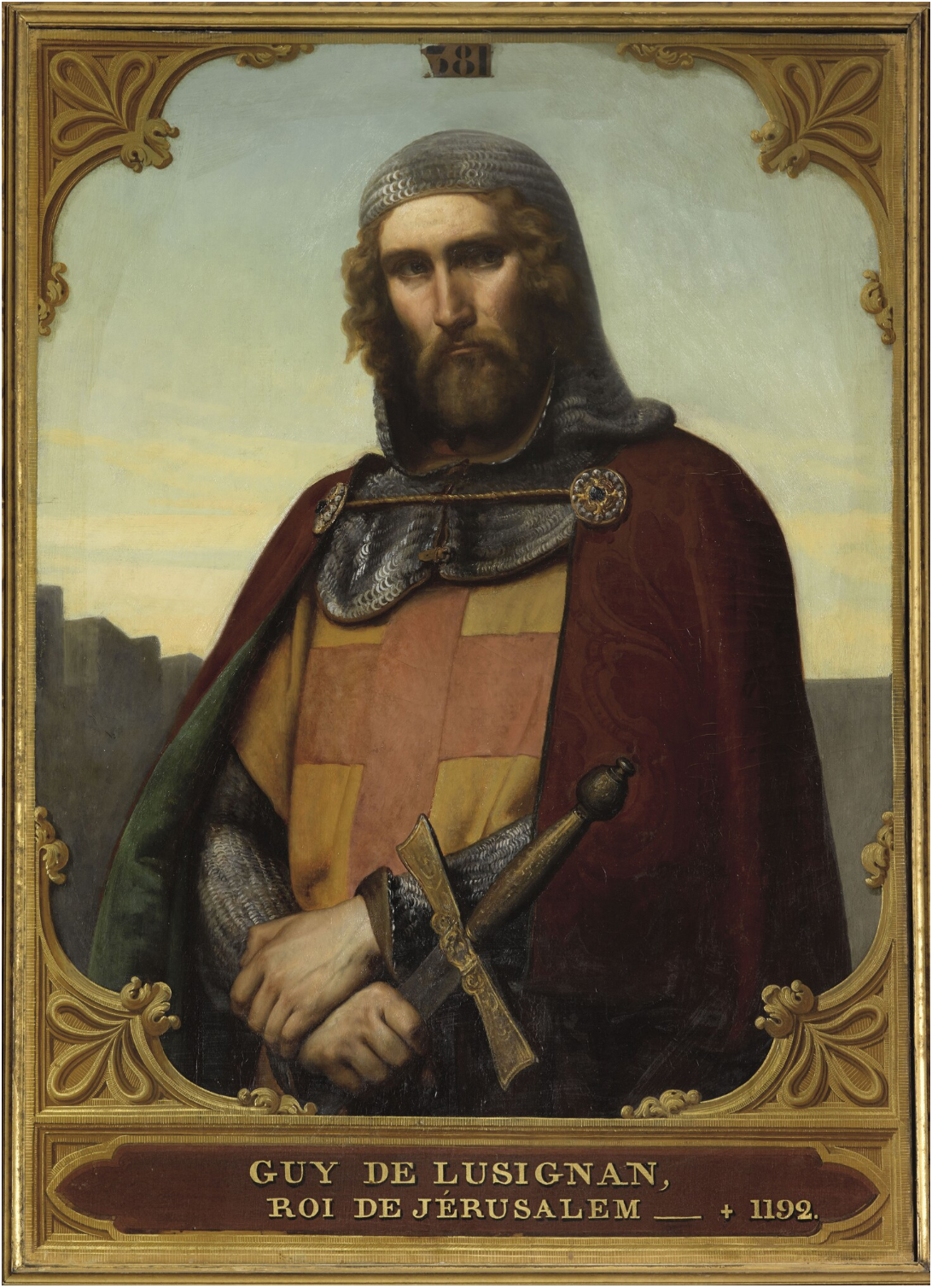
Guido de Lusignan

Depois da divisão do Império Romano, Chipre, com pequenas interrupções, ficou mais de 700 anos sob domínio dos imperadores bizantinos (Tema de Chipre). A partir do século VII, começou a penetração dos árabes, que durante os 300 anos seguintes devastaram a ilha.
Em 1191, durante uma cruzada à Terra Santa, o rei Ricardo Coração de Leão da Inglaterra conquistou a ilha a Isaac Comneno de Chipre. Ele pretendia usá-la como base segura, de bens e gente, contra os Sarracenos nas Cruzadas. Um ano depois, resolve vendê-la aos Cavaleiros Templários, por sua vez, após uma sangrenta revolta, vendem-na ao cruzado francês Guido de Lusignan, de Jerusalém. Seu irmão e sucessor Amalrico de Lusignan foi reconhecido como rei de Chipre por Henrique VI, Sacro Imperador Romano.
Os Lusignan fizeram dela um reino latino (1197), precisamente o Reino de Chipre, instalando uma monarquia feudal que se prolongou até à Idade Moderna.
Importante base para os cruzados, o reino dos Lusignan, serviu de base de ataque para as diversas Cruzadas que se aventuravam na Palestina. Tornou-se o principal centro latino do Oriente após a queda de São João de Acre (1291).  Algum tempo depois, os mercadores de Gênova e de Veneza passaram a controlar o comércio da ilha até o século XV.

## Chipre sob domínio veneziano e otomano
Chipre foi conquistado em  1489 pelos Venezianos e tornou-se base naval para a República de Veneza. A ilha permaneceu parte do Império Veneziano até 1571, quando caiu em mãos do Império Turco-Otomano, que restaurou o arcebispado ortodoxo, mas levou o país a uma situação de decadência econômica e demográfica.
No início do século XIX começaram sérias revoltas na ilha. O Império Otomano manteve a ilha sob seu controle até 1878, quando foi derrotado na Guerra Turco-russa de 1877-1878. Temendo a expansão russa, os Otomanos induziram a Inglaterra a administrar o Chipre.

## Chipre como colónia britânica

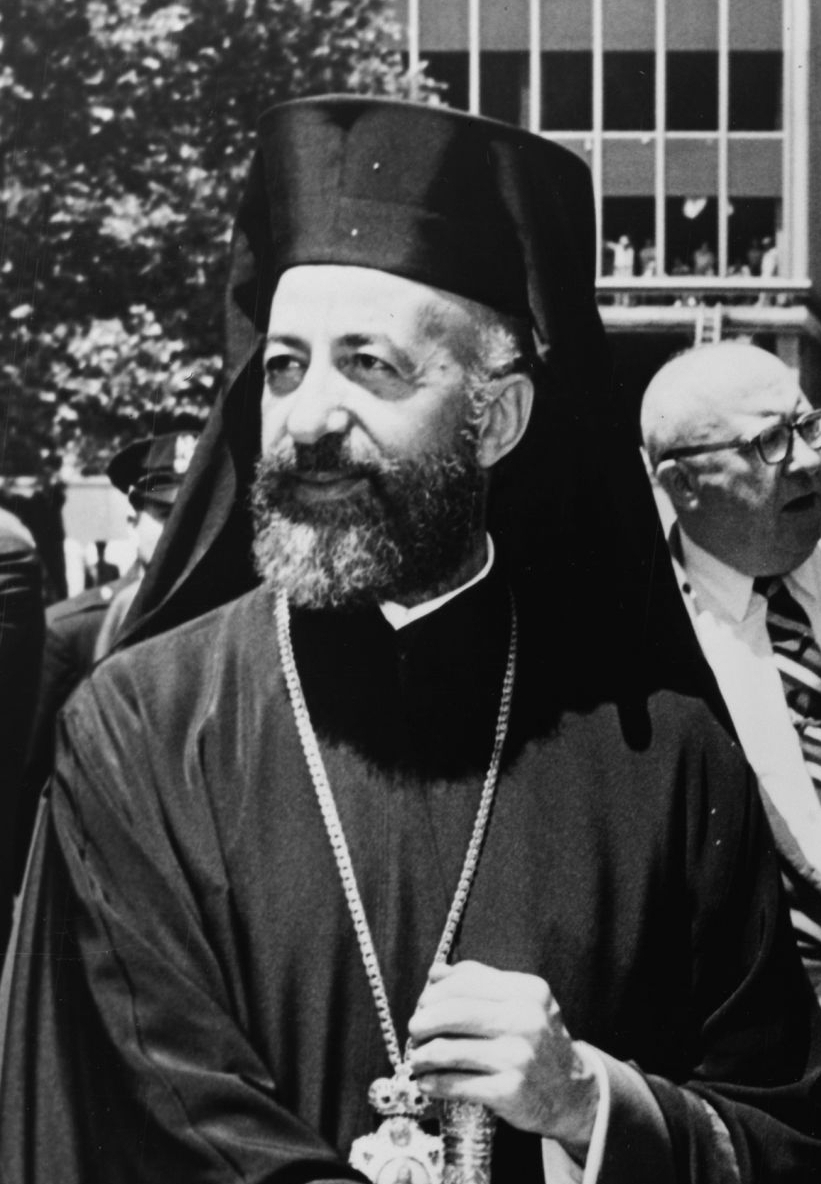
Makarios III

Em 12 de julho de 1878, os britânicos assumiram o controle do território pelo Congresso de Berlim, depois da autorização do sultão turco, que continuou a ser o soberano do Chipre. A administração britânica promoveu a construção de estradas, a reforma dos portos e o desenvolvimento agrícola. Em 1914, com a Primeira Guerra Mundial, a Grã-Bretanha formalmente anexou a ilha, o que pôs fim ao tratado de 1878. Em 1915, os ingleses cederam a ilha temporariamente à Grécia, como pagamento por sua participação na guerra em favor dos países aliados. De acordo com o Tratado de Lausanne (1923), a Turquia reconheceu formalmente a soberania britânica sobre o Chipre. Em 1925, a ilha se tornou uma colônia britânica, apesar dos protestos da Grécia.
Desde o início houve uma rivalidade entre as comunidades de língua grega e as de língua turca, sendo que os primeiros desejavam a união (Enosis ou Énosis) com a Grécia. As primeiras revoltas a favor da Enosis aconteceram em 1930. Depois da eleição do arcebispo Makarios III como chefe da Igreja Ortodoxa de Chipre, em 1950, a Enosis iniciou a guerra revolucionária. Makarios, líder da campanha pela enosis, é deportado para as Seychelles em 1956, depois duma série de atentados na ilha.
Após a Segunda Guerra Mundial houve muita violência civil, na qual a organização terrorista cipriota Eoka teve o papel principal. Em agosto de 1954, a Grécia tentou anexar a ilha. A Turquia afirmou sua oposição à anexação do Chipre pela Grécia, declarando que diante de sua desocupação pela Inglaterra, a ilha deveria retornar ao controle da Turquia.

## Independência do Chipre

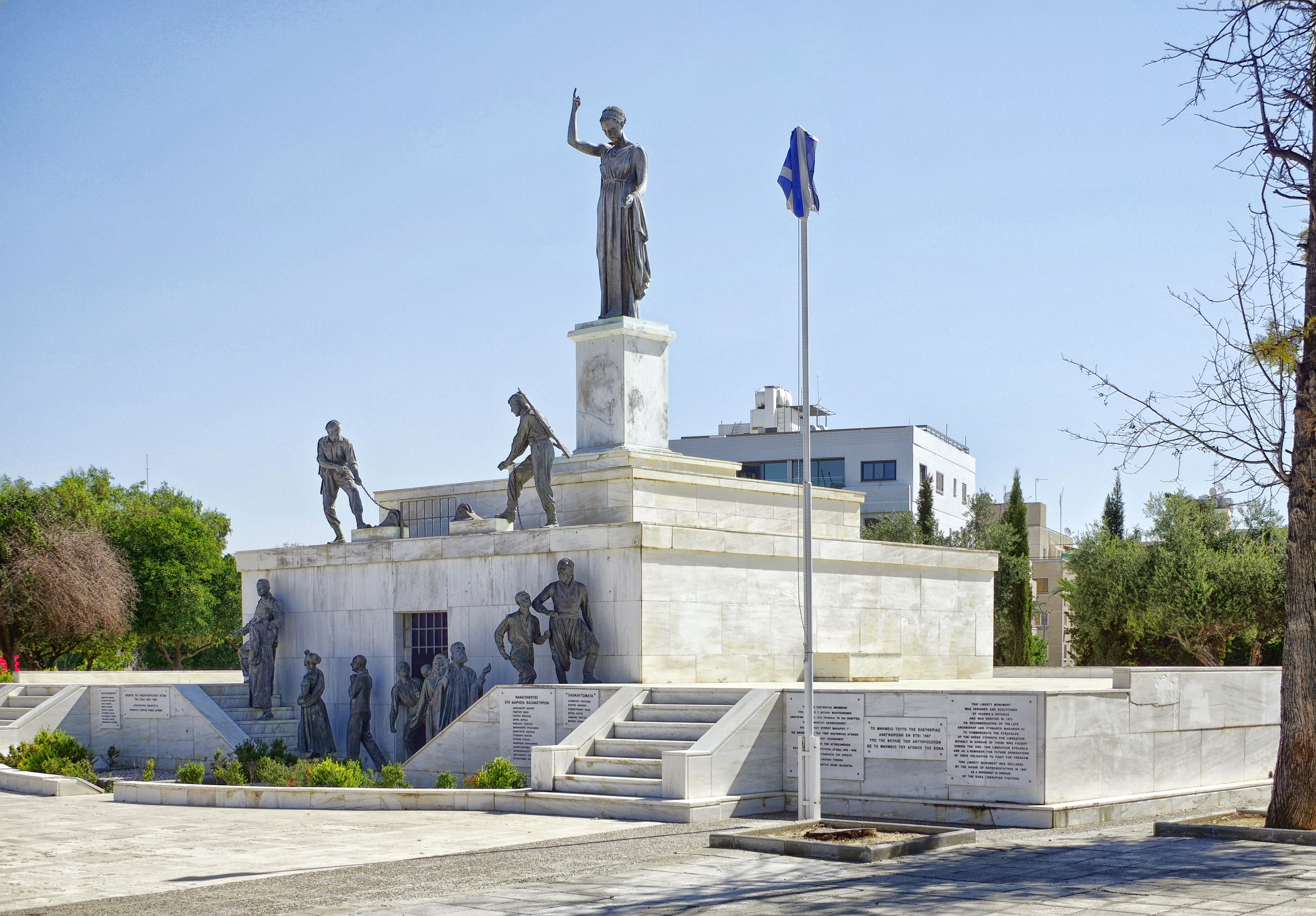
Monumento da Guerra de independência cipriota

As negociações realizadas em 1959 entre as diversas partes do conflito levaram a um acordo para a concessão de uma Constituição que tornasse o Chipre uma república independente da Comunidade Britânica, cujo funcionamento fosse garantido pela Inglaterra, Turquia e Grécia.
No ano seguinte, o Chipre, a Grécia e o Reino Unido assinam um tratado que declara a independência da ilha, ficando os britânicos com a soberania das bases de Acrotíri e Deceleia. A independência foi proclamada em 16 de agosto de 1960, sendo eleitos presidente o greco-cipriota Makarios, arcebispo ortodoxo; e vice-presidente, o turco-cipriota Fazil Kuchuk. A violência, entretanto, continuou.
Makarios era presidente, mas a Constituição indicava que os turco-cipriotas ficariam com a vice-presidência, com poder de veto, o que dificultou o funcionamento do estado e as relações entre greco-cipriotas e turco-cipriotas, desembocando em explosões de violência intercomunitária em 1963 e 1967. Em dezembro de 1963, as comunidades turca e grega da ilha entraram em conflito quando o presidente propôs alterações constitucionais que pressupunham a supressão do direito da minoria turca de exercer o veto legislativo. Os turco-cipriotas pretendiam a divisão da ilha, enquanto os greco-cipriotas insistiam na existência de um Estado unido com garantias dos direitos das minorias nacionais. Em 1964 o governo era um caos e uma força de paz da ONU teve de intervir.

## Os acontecimentos de 1974
Em 15 de julho de 1974, a Guarda nacional do Chipre levou a cabo um golpe greco-cipriota favorável à incorporação à Grécia (Enôsis), que derrubou o presidente Makarios. As forças turcas invadiram o território do Chipre e, um mês depois, passou a controlar militarmente o norte da ilha. Os cipriotas turcos estabeleceram um governo de facto, mas não buscaram reconhecimento como país soberano.

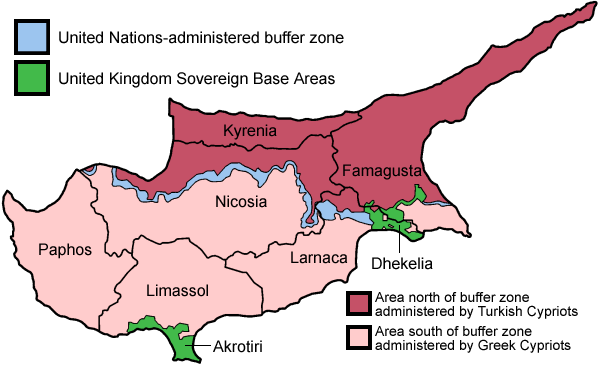
Mapa mostrando a divisão da ilha de Chipre entre a República de Chipre a República Turca de Chipre do Norte.

Conversações em Genebra entre a Grã-Bretanha, Turquia, Grécia e as duas comunidades cipriotas fracassaram, e, apesar de Makarios poder reassumir a presidência em 1975, o Estado Federado Turco de Chipre foi formado na zona ocupada no norte do país em fevereiro de 1975, compreendendo cerca de 35% da ilha, e tendo seu próprio presidente, Rauf Denktash (ou Rauf Denktaş). O governo, entretanto, era apenas reconhecido pela Turquia. Em novembro de 1983 proclamaram a independência da República Turca de Chipre do Norte (com capital em Lefkoşa, nome dado a Nicósia pelos turcos), um Estado de fato, que atualmente só é reconhecido pela Turquia e pela Organização da Conferência Islâmica.
A zona sul permaneceu sob o controle grego. O governo do setor grego continuou sendo a autoridade internacionalmente reconhecida da República de Chipre. Ao longo desse processo, cerca de 20 mil greco-cipriotas abandonaram o setor sob controle turco, que equivale a 40% da ilha, no norte, e cerca de 50 mil turco-cipriotas saíram do sul para refugiar-se nessa área. A Grã-Bretanha manteve uma importante base para sua força aérea na zona sob controle grego, e também um importante centro de inteligência. A partir de meados da década de 1980 iniciaram-se conversações acerca da reunificação , embora nunca tenham tido sucesso.

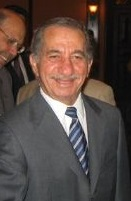
Tássos Papadopoulos

Com a morte de Makarios, Spyros Kyprianou assumiu a presidência (1977-1988). Em 1988, Gheórghios Vassiliou sucedeu a Kyprianous. Em 1990, Chipre solicitou a admissão na Comunidade Europeia e, em 1993, Glafcos Cléridès (ou Ghláfkos Kliridhis) foi eleito presidente da república  (reeleito em 1998). A república turca não foi reconhecida pela comunidade internacional, mas os países que mantêm relações com Chipre (inclusive o Brasil) continuam a ter contatos informais com o líder turco. A chamada "Questão cipriota" tem sido frequentemente incluída nas agendas das Assembleias Gerais das Nações Unidas. A população da ilha está dividida em 80% de greco-cipriotas e 20% de turcos. O nível de vida no setor grego é superior ao da Grécia continental.
Depois de uma nova crise em janeiro de 1997, causada pela compra de mísseis russos por parte do governo greco-cipriota, os presidentes Glafcos Klerides e Rauf Denktash, das duas coletividades, iniciaram um novo diálogo com o intuito de chegar à reunificação de Chipre.
Em 2003, Tássos Papadopoulos foi eleito presidente. A República de Chipre aderiu formalmente à União Europeia no dia 1 de Maio de 2004 numa cerimónia realizada em Dublin. Ao mesmo tempo, se aplica um plano para a reunificação apoiado pelas Nações Unidas, apesar de um referendo em que 76% dos greco-cipriotas terem votado contra.